# 圆叶黄藓
圆叶黄藓（学名：Distichophyllum jungermannioides）为油藓科黄藓属下的一个种。

## 扩展阅读
- 維基物種上的相關：圆叶黄藓